# Regiunea Kustanai
Kustanai este o regiune din nordul Kazahstanului. Ea se întinde pe suprafața de 196.000 km², are o populație de 972.800 loc. cu o densitate de 5 loc./km².

## Date geografice
Provincia este aproape de Ural, ea se învecinează cu regiunile ruse Orenburg, Celiabinsk, Kurgan ca și cu provinciile kazahe Aktebe, Karagandî și Akmola.
Kustanai este traversat de Tobol un afluent al lui Irtîș. Provincia este bogată în zăcăminte de fier, cărbune brun, azbest, calcar, bauxită, aur, argint și nichel.